# Kalifornische Nationalpartei
Die Kalifornische Nationalpartei (englisch: California National Party (CNP), spanisch: Partido Nacional de California) ist eine politische Partei im amerikanischen Bundesstaat Kalifornien, deren Hauptziel eine friedliche Sezession und die staatliche Unabhängigkeit von den Vereinigten Staaten ist. Der kalifornische Legislativhistoriker Alex Vassar beschrieb sie als „die meist-versprechende politische Partei, von der Sie jemals gehört haben“. Das Amt des Parteivorsitzenden übt derzeit Michael Loebs aus. Das Parteiprogramm befasst sich mit der Reform von Besteuerung, Banking, Wahlvorgang, Polizeiämtern, Bildung usw.  Diese Meinungen sind insgesamt mitte-links und reflektieren die „pragmatisch-progressive“ Ideologie dieser Partei.

## Geschichte
Die California National Party wurde 2015 mit der Absicht gegründet, eine politische Plattform zu schaffen, die sich an den Bedürfnissen Kaliforniens und der kalifornischen Identität orientiert.
Am 6. Januar 2016 teilte das Büro des kalifornischen Staatssekretärs in einem Memorandum den Wählerregistrierungsbüros in allen 58 Counties Kaliforniens mit, dass sie am 7. Dezember 2015 von der California National Party eine formelle Mitteilung über ihre Absicht erhalten hatten, sich als politische Partei zu qualifizieren, und wies der Partei daraufhin die Codebezeichnung „CNP“ zu.
Die offizielle Organisation der Partei begann erst im Juni 2016, als die CNP ihren ersten Kongress und ihre ersten Wahlen in Sacramento, Kalifornien, abhielt. Auf diesem Parteitag wurden Theo Slater und Andria Franco zum Vorsitzenden und stellvertretenden Vorsitzenden gewählt. Jed Wheeler, Gründer von Californians for Independence, wurde zum Sekretär gewählt, als die beiden Gruppen fusionierten. Die CNP nahm im September desselben Jahres eine neue Plattform an, die auf der Plattform der Californians for Independence basierte, und startete eine Website, eine Mailingliste und eine Rekrutierungskampagne. Die Partei meldete sich im November 2016 erneut beim Secretary of State an und die neue Führung wurde kurz darauf offiziell anerkannt. Seit dem Ergebnis der US-Präsidentschaftswahl im November 2016 stieg die Zahl der Mitglieder, und es entstanden neue Ortsvereine in 10 verschiedenen Städten.
Die CNP hat sich öffentlich von der „Calexit“-Bewegung von Yes California distanziert, die für ihre mutmaßlichen Verbindungen zu Russland und für die von Yes California vertretene Ideologie kritisiert wurde. Die CNP hat den Gründer von Yes California, Louis J. Marinelli, und die Methoden von Yes California, für die kalifornische Unabhängigkeit einzutreten, abgelehnt. Jed Wheeler, der damalige Sekretär der CNP, erklärte in einem Interview mit Politico, dass „Yes California keine kalifornische Bewegung ist“ und dass „Yes California eine Bewegung ist, deren Optik ganz auf ein russisches Publikum ausgerichtet ist, um Putin zu stärken“, während er gleichzeitig betonte, dass die CNP eine progressive kalifornische Partei ist, die „eine ganze Reihe progressiver Politiken vertritt, die von der Instandhaltung der Infrastruktur bis zur universellen Gesundheitsversorgung reichen“
Im Februar 2021 hatten sich 425 kalifornische Wähler als Mitglieder der California National Party registriert. Um den Status einer qualifizierten Partei zu erlangen, bräuchte die CNP etwa 73.000 registrierte Wähler oder 0,33 % der gesamten registrierten Wähler.

## Ideologie
Der Parteiname und das zentrale Ziel der Partei sind teilweise von der Scottish National Party inspiriert, einer sozialdemokratischen, bürgerlich-nationalistischen Mitte-Links-Partei, die sich für die Unabhängigkeit Schottlands einsetzt. Die CNP ist der Ansicht, dass „die Politik in Kalifornien sich darauf konzentrieren sollte, das Leben der Kalifornier durch die Entwicklung der Infrastruktur zu verbessern, das lokale Wirtschaftswachstum zu fördern und unser Land und unsere Menschen zu schützen“.
Die erklärten „Kernwerte“ der CNP sind „Aufbau und Verteidigung Kaliforniens“, „faktenbasierte, mitfühlende Politik“, „individuelle Rechte und soziale Verantwortung“, „lokal orientierte politische Befähigung“ und „Wohlstand für alle Kalifornier“
Die CNP befürwortet größere Befugnisse und eine stärkere Kontrolle der Finanzierung durch die lokale Regierung.

## Parteiprogramm
Das Programm der Kalifornischen Nationalpartei adressiert viele Themen mit einer „pragmatisch-progressiven“ Einstellung.
„Unterstützer glauben, dass Kalifornien – einer der reichsten Bundesstaaten Amerikas – in ein besseres Verkehrswesen und ein Wasserversorgungsbauwerk investieren sollte, statt Hilfsgelder in den mittleren Westen für Maisanbau zu stecken; Themen, die nicht von den Nationalparteien aufgegriffen werden … [das Parteiprogramm] beschreibt Sozialversicherung, Sozialwohnung, Einwanderungsbeschränkungen, Bildungswesen und Wirtschaft.“

### Unabhängigkeit
Die California National Party setzt sich für eine Politik ein, die Kalifornien stärkt und gleichzeitig den Grundstein für immer größere Autonomie, Selbstbestimmung und letztendlich Unabhängigkeit legt.

### Bürgerrechte
Die California National Party hat eine Plattform, die die Inklusivität historisch marginalisierter und unterdrückter demografischer Gruppen wie Frauen, LGBTQ+-Bevölkerung, First Nationals und People of Color zunehmend garantiert. Besondere Aufmerksamkeit wird den sozioökonomischen Ankern gewidmet, die diese Gruppen und Politiken begrenzen, wie zum Beispiel: Prävention von Gewalt und Missbrauch, Gerechtigkeit bei der Verteilung von Medikamenten, Erhöhung der strafrechtlichen Sanktionen für Diskriminierung und Verweigerung von Dienstleistungen gegenüber den oben genannten Bevölkerungsgruppen und Schaffung von Wiedergutmachungsprogrammen des für das Fehlverhalten der Vereinigten Staaten gegen ethnische Gruppen.

### Umweltprobleme
Die CNP unterstützt den Ausbau des kalifornischen Cap-and-Trade-Kohlenstoffmarktes. Sie unterstützt auch Investitionen in die Infrastruktur entlang der kalifornischen Küste, um die Auswirkungen des Meeresspiegelanstiegs zu minimieren.
Sie unterstützt die Erweiterung der California State Parks, um sowohl Freizeitparks als auch Naturschutzreservate einzubeziehen.
Die CNP bezeichnet ein Versagen der PG&E als eine große Bedrohung für die Umwelt und die öffentliche Sicherheit. Als solche befürwortet sie Mandate zur Steigerung der Gebäudeeffizienz und zur Schaffung einer lokalen erneuerbaren Energieerzeugung.

### Wasser und Landwirtschaft
Der Schutz von Küsten- und Binnenwasserstraßen ist ein wichtiger Bestandteil des Umweltplans des CNP. Sie unterstützt ein dauerhaftes Moratorium für Offshore-Bohrungen entlang der kalifornischen Küstenmeere. Die CNP unterstützt auch den allgemeinen öffentlichen Zugang zu allen Stränden Kaliforniens, basierend auf dem Grundsatz der Freiheit, sich zu bewegen, der eingeführt wurde als Kalifornien unter spanischem Recht war. Das Thema Wasserzugang und Landwirtschaft ergänzen ihre Ansichten zum Klimawandel. Die CNP glaubt daran, Landwirte zu unterstützen, die auf umweltverträglichere Praktiken umsteigen, und sich gegen die Landwirtschaft großer Konzerne zu wehren. Außerdem werden Anreize für die Sammlung von Regen- und Grauwasser in Städten zum Ausgleich des Wasserbedarfs für die Landwirtschaft befürwortet.

### Bildung
Das CNP unterstützt den universellen Zugang zu Bildung von der Kinderbetreuung über die Primary school bis hin zur höheren Bildung. Sie befürwortet, dass alle öffentlichen Schulen, Colleges und Universitäten in Kalifornien von Verwaltungen geleitet werden sollten, die von Pädagogen oder ehemaligen Pädagogen mit Unterrichtserfahrung geleitet werden, und nicht von Politikern oder externen Managern. Sie unterstützt bessere Einstellungs- und Vergütungspraktiken für Lehrkräfte.
Die CNP-Plattform setzt sich für den Zugang zu zweisprachigem Unterricht an allen öffentlichen Schulen in Kalifornien ein. Sie fördert das Ziel der Zweisprachigkeit aller Kalifornier, erleichtert durch die offizielle Zweisprachigkeit im Unterricht zwischen Englisch und Spanisch. In ähnlicher Weise unterstützt sie einen besseren Zugang zu Fremdsprachenunterricht, um ein höheres Niveau der Sprachausbildung zu fördern, sowie die Subventionierung von Auslandsaustauschprogrammen.

#### Grundschulbildung
Die CNP unterstützt den freien, universellen Zugang zur pre-kindergarten- und Kindergartenbildung und befürwortet die Ausweitung der kalifornischen öffentlichen Schulen auf Vorschul- und Kindergartenkinder. Die Parteiplattform unterstützt die Aufnahme von „California Studies“ in alle Ebenen der öffentlichen Bildung, die Themen wie Kaliforniens Geschichte, Geographie, Völker und Kulturen abdeckt; zusätzlich zu einer größeren Finanzierung der Lehrergehälter durch die kalifornische Regierung und unterstützt die Schaffung von Karriereprogrammen, um leistungsstarke Lehrer anzuziehen.

#### Höhere Bildung
Die CNP setzt sich dafür ein, dass California Community Colleges (CCC) für alle Kalifornier kostenlos sein sollen und garantierte Zulassungsangebote für alle Kalifornier an den California State Universities (CSU) und an der University of California (UC) für alle Studierenden, die ihre jeweiligen Zugangsvoraussetzungen erfüllen.

### Gesundheitswesen
Die CNP plädiert dafür, die derzeit bestehenden Programme zu einem „Medi-Cal for all“-System zu vereinfachen, das eine Erweiterung des Zugangs und eine automatische Registrierung umfasst.

### Einwanderung
Die CNP-Plattform schlägt der kalifornischen Regierung vor, eine größere Rolle bei der Anziehung von Einwanderern nach Kalifornien zu spielen, sei es zum Arbeiten, Studieren oder Wohnen. Sie unterstützt das Recht Kaliforniens, sich neben der US-Bundesregierung an der Ausstellung von Visa für Einwanderer zu beteiligen. Sie schlägt auch vor, dass die kalifornische Regierung einen strategischen Plan für die Einwanderung nach Kalifornien erlässt.
Die CNP befürwortet den Zugang zu allen öffentlichen Dienstleistungen als Recht aller Einwohner Kaliforniens, unabhängig vom Einwanderungsstatus.
Die Partei lehnt den Bau der „Trump-Wall“ entlang der Südgrenze Kaliforniens zu Mexiko ab. Sie unterstützt auch die Bewegungsfreiheit in den Ländern Nordamerikas.
Die Parteiplattform der CNP unterstützt auch die Einrichtung eines Gastarbeiterprogramms, um die schwankende temporäre Einwanderung für Arbeitskräftemangel zu ermöglichen, die von der lokalen Bevölkerung oder anderen dauerhaft ansässigen Einwanderern nicht gedeckt wird.

### Wohnen und Infrastruktur
Die CNP schlägt eine Verfassungsänderung vor, um bezahlbaren Wohnraum als Bürgerrecht zu verankern.  Damit sollen Anreize für den Wohnungsbau geschaffen werden, wo die Nachfrage am höchsten ist, gegebenenfalls mit staatlicher Förderung.  Darüber hinaus glaubt die CNP, dass Kalifornien von der Wohnungspolitik lernen sollte, die in anderen Städten, Bundesstaaten und Nationen wirksam war;  insbesondere Singapur mit der Förderung des großangelegten staatlich finanzierten Wohnungsbaus und Tokio, das mit einer erheblichen Liberalisierung der Zonengesetze erfolgreich war.
Die California National Party unterstützt den Ausbau des landesweiten Transportwesens und die Konsolidierung lokaler Verkehrsunternehmen, um die Effizienz und Vernetzung zu optimieren.

### Wählerreform
Die CNP unterstützt die Einführung von Ranglistenwahlen für alle kalifornischen Kandidatenwahlen und wird sich für die Einführung bei den Bezirks- und Kommunalwahlen einsetzen. Um die Integrität der kalifornischen Wahlen zu gewährleisten, befürwortet die CNP die manuelle Auszählung von Papierstimmzetteln in kleineren Bezirken und Gemeinden und in größeren Orten, in denen eine manuelle Auszählung nicht möglich ist, die ausschließliche Verwendung von nicht-proprietären Open-Source-Wahlplattformen (OSV) mit der Produktion von Papierstimmzetteln auf Geräten, die niemals an ein Computernetz angeschlossen sind.

## Erfolgreiche Kandidaten

### Kommunalwahlen
Im August 2020 unterstützte die California National Party Scott Schmidt bei der Wahl zum Treuhänder des Los Rios Community College District (Area 7). Schmidt erhielt 37 % der Stimmen, unterlag aber der Gegenkandidatin Tami Nelson.

### Gouverneurswahlen
Der Parteivorsitzende Michael Loebs kandidierte bei den Wahlen 2021 als Nachfolger von Gavin Newsom.